# Campostichommides
Campostichommides is een monotypisch geslacht van spinnen uit de  familie van de kraamwebspinnen (Pisauridae).

## Soort
- Campostichommides inquirendus Embrik Strand, 1911